# لاتخ
لاتک که در یک متن ساده به صورت LATEX نوشته می‌شود، یک سیستم آماده‌سازی نوشتاری برای برنامهٔ حروف‌چین تِک (TeX) است.
لاتک ویژگی‌های برنامه‌پذیر نشر رومیزی و همچنین ابزارهایی گسترده را برای خودکار کردن بیشتر جنبه‌های حروف‌چینی و نشر رومیزی (desktop)، اعم از شمارش ارجاعات میان منابع گوناگون (cross referencing)، جداول و نمودارها، طرح‌بندی صفحات (page layout)، کتابنامه‌ها و بسیار چیزهای دیگر ارائه می‌دهد. لاتکس ابتدا در سال ۱۹۸۴ توسط لزلی لمپورت نوشته شد و تاکنون تبدیل به روش مسلطی برای استفاده از تک — که هم‌اکنون دیگر افراد آن را به صورت متن خالی (plain tex) نمی‌نویسند — شده‌است. نسخهٔ کنونی، LaTeX2e است.

## تلفظ
لاتک (LaTeX) معمولاً به صورت لِی‌تِک یا لاتِک تلفظ می‌شود. نام TeX از واژه یونانی τεχνη (تِخنی به معنی هنر و مهارت) گرفته شده‌است.
گرچه مخترع سازندهٔ تک، دونالد کنوت شخصاً تلفظ "tech" (تِک) را استفاده می‌کند، ولی لامپورت گفته‌است که " او هیچ تلفظ خاصی را برای LaTeX ترجیح نمی‌دهد یا بد نمی‌داند. نام لاتک به‌طور معمول با حروف‌چینی مخصوصی که در لوگوی این صفحه نشان داده‌شده، چاپ می‌شود.

## سیستم حروف‌چینی
کارکرد لاتک مبتنی بر این اندیشه است که نویسندگان باید قادر باشند بر نوشتن در درون ساختار منطقی متن‌شان تمرکز کنند، نه این‌که وقت خود را برای کار کردن بر روی جزئیات شکل‌دهی صرف کنند. این امر، نه‌تنها جداسازی شکل‌دهی از محتوا را ممکن می‌سازد، بلکه حروف‌چینی و دیگر تنظیمات مرتبط با آن را در هر جا که نیاز باشد، امکان‌پذیر می‌سازد. لاتک با قابلیت جدا نگه‌داشتن جزئیات شکل‌دهی از متن، غالباً برتر از واژه‌پردازها و دیگر سیستم‌های نشر رومیزی عمل می‌کند. امکان به وجود آوردن تغییرات دیداری در طرح‌بندی صفحه‌ها معمولاً در سیستم‌های دیگر چندان امکان‌پذیر نیست. این سیستم‌ها زمینه و شکل را چنان به‌طور تنگاتنگ با هم همگون می‌کنند که ایجاد ثبات و خودکارسازی غالباً دشوار است.
لاتک انعطاف‌پذیری زیادی برای شکل‌دهی در اختیار می‌گذارد و در عین حال هویت ساختار را حفظ می‌کند، کاری را که سیستم‌های ساختاری ضعیف مانند اس‌جی‌ام‌ال (SGML) و اکس‌ام‌ال (XML) مستقیماً انجام نمی‌دهند.
لاتک را می‌توان با استفاده از زبان ماکروی زیربنائی به‌منظور پدیدآوردن فرمت‌های ترجیحی توسعه داد. برای نمونه ابزارهای تجاری متعددی در سیستم کلی تِک (که لاتک جزئی از آن است) وجود دارد و فروشندگان می‌توانند امکانات دیگری همچون پشتیبان تلفن و اشکال تایپی اضافی را عرضه کنند. لیکس (LyX) یک پردازشگر متنی دیداری آزاد است که از لاتک به‌عنوان پشتیبان استفاده می‌کند. تکمکس (TeXmacs) یک ویرایشگر ویزی‌ویگ (WYSIWYG) که دارای عملکردهای ساده‌ای مثل لاتک است اما با یک موتور حروف‌چین متفاوت است.
تعدادی از سیستم‌های تجاری دی‌تی‌پی (DTP) رایج، از نسخه‌های اصلاح‌شدهٔ موتور حروف‌چین اولیهٔ تِک استفاده می‌کنند. با توجه به افزایش کنونی در استفادهٔ عام از سیستم‌های اکس‌ام‌ال و پیدایش تقاضا برای تولید انبوه و دسته‌ای کیفیت انتشار، افزایش مداومی در حروف‌چینی با استفاده از این‌گونه منابع به ویژه در استفاده از لاتک به چشم می‌خورد. نمونهٔ پایین، مثالی از یک درون‌داد (سمت چپ) و برون‌داد (سمت راست) لاتک را نشان می‌دهد.
| \documentclass[12pt]{article} \usepackage{amsmath} \title{\LaTeX} \date{} \begin{document} \maketitle \LaTeX{} is a document preparation system for the \TeX{} typesetting program. It offers programmable desktop publishing features and extensive facilities for automating most aspects of typesetting and desktop publishing, including numbering and cross-referencing, tables and figures, page layout, bibliographies, and much more. \LaTeX{} was originally written in 1984 by Leslie Lamport and has become the dominant method for using \TeX; few people write in plain \TeX{} anymore. The current version is \LaTeXe. % This is a comment; it will not be shown in the final output. % The following shows a little of the typesetting power of LaTeX: \begin{align} E &= mc^2 \\ m &= \frac{m_0}{\sqrt{1-\frac{v^2}{c^2}}} \end{align} \end{document} | LaTeX output |

## جامعه کاربران

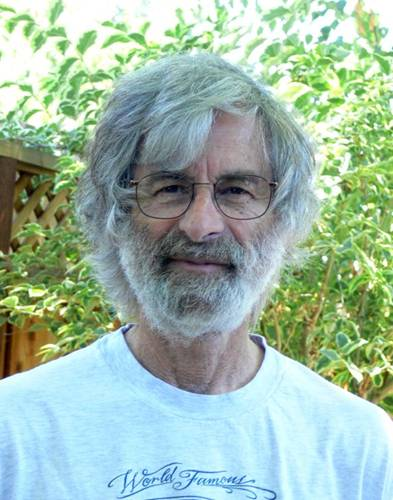
لزلی لمپورت اولین توسعه‌دهندهٔ لاتک

لاتک در آغاز بیش از همه توسط ریاضیدانان و دانشمندان بکار می‌رفت. این نرم‌افزار هنوز هم در میان این دسته از افراد به عنوان ابزار ترجیحی برای نوشتن مقالات، کارهای تحقیقی، پیش‌نویس‌ها و کتاب‌ها بکار می‌رود.
از آنجا که سیستم زیربنائی تِخ در ابتداً برای متن‌های دارای ریاضیات ساخته‌شد، از این‌رو طرح‌بندی کردن عبارات ریاضی آسان‌تر و حروفچینی بدست‌آمده دارای کیفیت مطلوب‌تری نسبت به دیگر سیستم‌های متن‌پرداز به حساب می‌آید. بسیاری از گاهنامه‌های علمی و ناشران دیگر، پکیج‌های آزادی از لاتک را فراهم کرده‌اند که سبک‌های حروفچینی درون‌سازمانی (in-house) را برایشان انجام می‌دهد.
محبوبیت لاتک در محافل فنی و دانشگاهی شاید تا حدی مرهون در دسترس بودن زودهنگام لاتک در سیستم‌های یونیکس و در دسترس نبودن فعلی دیگر واژه‌پردازها در آن سیستم‌ها باشد؛ ولی از همان مراحل آغازین، لاتک نسبت به برنامه‌های دیگر در مجموعه گسترده‌تری از سخت‌افزارها و نرم‌افزارها، موجود بود و نسخه‌های آن هم‌اکنون تقریباً در هر سیستمی از پی‌دی‌ای‌ها (PDAها) گرفته تا رایانه‌های رومیزی و ابررایانه‌ها پیدا می‌شود.
در خارج از محافل فنی به دلایلی لاتک نسبت به نرم‌افزار اصلی نشر رومیزی کمتر مورد استفاده‌است. یادگیری آن برای افرادی که هیچ تجربه‌ای در زمینه زبان‌های نشانه‌گذاری ندارند، دشوار است. گرچه سفارشی کردن ظاهر مقالات، کتاب‌ها و گزارش‌ها صرفاً با استفاده از فرمان‌های دستی کار بسیار آسانی است، ولی این کار در حد یک حروف‌چین برای خودکارسازی تولید متن باقی می‌ماند نه درحد برنامهٔ دستورالعمل طراحی صفحه، از این‌رو تولید طرح‌بندی‌های پیچیدهٔ دیداری که تصاویر متعددی را درون خود جا می‌دهد کار دشواری است. مانع دیگر در راه استفاده از لاتک، برای بسیاری افراد، مربوط به ظاهرهای ناهم‌زمان (asynchronous interface) است که در بیشتر نرم‌افزارهای آزاد پیش می‌آیند. در این حالت، صفحه ویرایش و صفحهٔ نمایش حروفچینی جدا هستند که کمی باعث دشواری کار می‌شود.
بخشی از این مشکل را می‌توان با استفاده از جستجوی وارونه حل کرد.
با این حال ابزارهای تجاری متعددی از یک شیوهٔ چاپی هم‌زمان استفاده می‌کنند، مثال دیگر سیستم‌های دی‌تی‌پی ابزارهای غیرتجاری لیکس (LyX) متن‌باز (open source) نیز همین کار را می‌کند). گزینهٔ دیگر، گنو تکمکس (GNU TeXmacs) یک ویرایشگر آزاد ویزی‌ویگ است که ویژگی‌هایی شبیه به لاتک را براساس یک موتور حروف‌چین متفاوت عرضه می‌کند.

## مجوز لاتک
لاتک یک نرم‌افزار آزاد است؛ و مجوز ویژه خود را دارد که ال‌پی‌پی‌ال (LPPL) نامیده‌می‌شود و با مجوز مستندات آزاد گنو (GNU General public)، که توزیع مجدد و اصلاحات را ممکن می‌سازد سازگار نیست. لاتک استفاده‌کنندگان را ملزم می‌کند که فایل‌های اصلاح‌شده، دارای نام فایل اصلاح‌شده باشند. این کار تضمین می‌کند که فایل‌هایی که مبتنی بر فایل‌های دیگر هستند، رفتار مورد انتظار را نشان‌دهند و از مشکلاتی مانند جهنم دی‌ال‌ال (DLL hell) جلوگیری می‌شود. نسخهٔ تازه‌ای از ال‌پی‌پی‌ال که با جی‌پی‌ال (GPL) سازگار است نیز در دسترس است.

## گاهنامه
- The PracTeX Journal. برای استفاده‌کنندگان تک به صورت آنلاین
- TUGBoat. برای استفاده‌کنندگان تک